# Caramel (película)
Caramel (en árabe, سكر بنات Sukkar banat; Caramelo, en algunos países hispanohablantes), el primer largometraje de la directora y actriz libanesa Nadine Labaki, es una película libanesa del año 2007. La película se estrenó el 20 de mayo en el Festival de Cannes 2007 en la sección Quincena de Realizadores. Fue candidata al premio Caméra d'Or del Festival de Cannes.
Caramel fue distribuida en más de 40 países, convirtiéndose en la película libanesa más aclamada internacionalmente hasta la fecha. El público de todo el mundo ha acogido la sencilla y lograda historia de cinco mujeres libanesas que afrontan temas como el amor prohibido, las ataduras de las tradiciones, la represión sexual, la lucha por aceptar el proceso natural de envejecimiento con la edad y el enfrentamiento entre el deber y el deseo. La película de Nadine Labaki es única en cuanto a que no muestra un Beirut arrasado por la guerra, sino un lugar cálido y acogedor en el que las personas se enfrentan a problemas universales.
El título de la película Caramel hace referencia a un método de depilación usado en Oriente Medio que consiste en calentar una mezcla de azúcar, agua y zumo de limón. Así, Labaki introduce de forma simbólica la "idea de dulce y salado, dulce y amargo" y muestra que las relaciones del día a día en ocasiones pueden ser difíciles pero que al final se impone la solidaridad entre los principales personajes femeninos.

## Sinopsis
Caramel gira en torno a la vida de cinco mujeres libanesas que coinciden en un salón de belleza. Layale (Nadine Labaki) trabaja en un salón de belleza en Beirut junto con Nisrine (Yasmine Al Masri) y Rima (Joanna Moukarzel). Cada una de ellas tiene un problema: Layale mantiene una relación sin futuro con un hombre casado; Nisrine ya no es virgen y se va a casar en una sociedad, la musulmana, en la que no se aceptan las relaciones sexuales antes del matrimonio; Rima se siente atraída por las mujeres; Jamale (Gisèle Aouad) es una clienta asidua que quiere ser actriz y a la que le preocupa envejecer; Rose (Sihame Haddad), una sastre que tiene una tienda cerca del salón, una señora que encuentra su primer amor tras haber dedicado su vida a cuidar de su hermana mayor Lili (Aziza Semaan), que sufre un desequilibrio psíquico. La película no hace referencia a ningún problema político ni a la reciente situación de guerra en la que se ha visto sumido Líbano, sino a gente común con problemas comunes.

## Personajes
- Nadine Labaki como Layale.

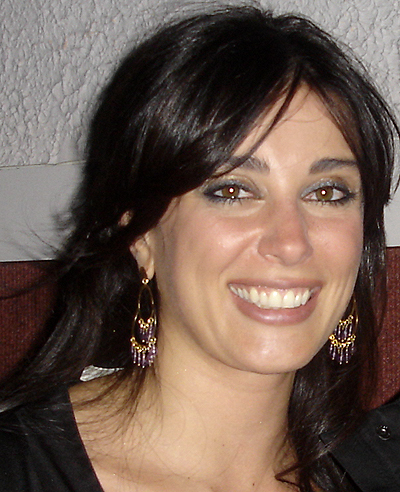
La directora y actriz Nadine Labaki.

- Adel Karam como Youssef (el policía).
- Yasmine Al Masri como Nisrine.
- Joanna Moukarzel como Rima.
- Gisèle Aouad como Jamal.
- Sihame Haddad como Rose.
- Asiza Semaan como Lili (la hermana mayor de Rose).
- Fatmeh Safa como Siham (mujer misteriosa de pelo largo por la que se siente atraída Rima).
- Ismail Antar como Bassam (el prometido de Nisrine).
- Fadia Stella como Christine.
- Dimitri Stancofski como Charles.

## Producción
El rodaje de Caramel finalizó justo 9 días antes del comienzo de la guerra entre Israel y Líbano en julio de 2006, y se estrenó en Cannes exactamente un año después de que comenzara el rodaje. Una vieja tienda de ropa en el Distrito de Gemmayze, en Beirut, se transformó en un salón en el que se llevó a cabo el rodaje de la película. La hermana de Nadine, Caroline Labaki, fue la responsable del diseño de vestuario. La música es de la autoría de Khaled Mouzanar. Poco después del estreno de la película, Labaki se casó con él. 

## Acogida de los críticos y el público
La película ha recibido reseñas positivas por parte de los críticos. El 1 de julio de 2008 el grupo Rotten Tomatoes, basándose en el análisis de 67 reseñas, informó que el 91 por ciento de los críticos evaluaron la película de forma positiva.
Metacritic, otro grupo que se dedica a evaluar música, juegos, películas, programas de televisión y libros, informó, basándose en 17 reseñas, que la película tenía una aceptación promedio del 70 por ciento. Al 18 de mayo de 2008, la película ha tenido una recaudación de más de 1.000.000 de dólares en los Estados Unidos. Es una cifra sorprendente, ya que lleva proyectándose poco tiempo desde su estreno. En los demás países ha recaudado más de trece millones de dólares, haciendo de ella una película extranjera muy rentable. Salió a la venta en formato de DVD en los Estados Unidos el 17 de junio de 2008.

## Premios y nominaciones
Mediante esta película, Líbano se presenta oficialmente a los Anexo:Premios Oscar 2007 como mejor película extranjera. 

### Premios
- Elegida para ser proyectada en la Quincena de Realizadores del Festival de Cannes 2007.[2]
- Festival Internacional de Cine de San Sebastián Premio de la Juventud 2007.[6]
- Festival Internacional de Cine de San Sebastián Premio del Público 2007.[6]
- Festival Internacional de Cine de San Sebastián Sebastiane Award 2007.[6]
- Premio Black Pearl de Abu Dhabi a la major actriz para Nadine Labaki, Yasmine Al Masri, Joanna Moukarzel, Gisele Aouad, Siham Haddad y Asiza Semaan durante el Festival Internacional de Cine de Oriente Medio del 2007.[7]
- Premio Variety a la mejor cineasta del año de Oriente Medio para Nadine Labaki durante el Festival Internacional de Cine de Oriente Medio del 2007.[7]

### Nominaciones
- Mejor Película en los Premios de Cine de Asia y el Pacífico del 2007.[8]
- Mejor Dirección para Nadine Labaki en los Premios de Cine de Asia y el Pacífico del 2007.[8]
- Mejor Actuación Femenina para Nadine Labaki, Yasmine Al Masri, Joanna Moukarzel, Gisele Aouad, Siham Haddad & Asiza Semaan en los Premios de Cine de Asia y el Pacífico del 2007.[8]

## Páginas de referencia
1. ↑  Artículo de The Daily Star de la sección de Arte y Cultura titulado “Dos cineastas libanesas aterrizan en Cannes>
2. 1 2  Quincena de los Realizadores del Festival de Cannes 2007 - Caramel> Archivado el 15 de mayo de 2009 en Wayback Machine.
3. 1 2  Screen Daily Noticia sobre la película Caramel y su acogida>
4. ↑  Artículo de una página de crítica de películas, series, libros y música llamada “Rotten Tomatoes”.>
5. ↑  Artículo de una página de crítica de películas, series, libros y música llamada “Metacritic”.>
6. 1 2 3  «Página del Festival de San Sebastián>». Archivado desde el original el 11 de mayo de 2008. Consultado el 9 de noviembre de 2008.
7. 1 2  https://web.archive.org/web/20121210063806/http://www.meiff.com/mediafiles/press_686.pdf
8. 1 2 3  Nominados a los Premios de Cine de Asia y el Pacífico del 2007>